# Syrah
Il Syrah, o Shiraz, è un vitigno a bacca nera diffuso in tutto il mondo, sebbene sia più storicamente legato all'area europea-mediterranea e del Vicino Oriente antico.

## Storia
Le sue origini sono controverse, sebbene siano tutti abbastanza concordi che arrivi dalle zone dell'antica Persia (attuale Iran), presso la città di Shiraz, da cui il nome.
Una leggenda narra che derivi invece da Syracousai: quando l'imperatore romano Marco Aurelio Probo (III secolo), legato ai territori della Siria e al rilancio della coltivazione della vite, volle importare dei vitigni locali direttamente dall'Egitto (si narra che fosse il vino preferito da Cleopatra) fino alle Gallie. Il vitigno fu piantato anche lungo il tragitto, appunto presso la città siciliana.
Un'ultima ipotesi più tardiva lo dà presente nella Francia meridionale del XIII secolo, nella zona del Tain-l'Hermitage (Rodano-Alpi), ma pur sempre importato dal Vicino Oriente antico ad opera dei Crociati, in particolare del cavaliere templare Henri Gaspard de Sterinberg.
Sicuramente il vitigno si diffuse considerevolmente a partire dal Medioevo, usato spesso per il taglio degli uvaggi di molti vini rossi di Francia, Italia, Grecia, Spagna. Successivamente il vitigno fu esportato anche in altre parti del mondo, soprattutto in Australia, Sudafrica e California.

### In Italia
Nel territorio italiano è maggiormente presente in Sicilia, dove negli ultimi secoli i viticoltori hanno saputo meglio interpretare la sua coltivazione, vinificandolo in uvaggio con il Nero d'Avola ed ottenendo quindi vini morbidi e speziati, molto richiesti dal mercato internazionale. Altre regioni italiane di spicco sono la Toscana (con i migliori risultati nella D.O.C. Cortona), il Lazio (Agro pontino), in Puglia (Syrah del Tarantino IGT) e il Piemonte, con la DOC Sirah.

## Caratteristiche
Il Syrah dà un vino di colore rosso rubino dalle sfumature violacee e dal profumo intenso e fruttato con sentori di piccoli frutti neri e spezie, tra le quali appare evidente il pepe nero; in bocca presenta una buona struttura e persistenza, è morbido e abbastanza fresco con una media tannicità.

## Sinonimi
Lo syrah è noto anche con i nomi di Antournerein, Antournerein noir, Anzher Muskatnyi, Biaune, Blauer Syrah, Bragiola, Candive, Candive noir, Costigliola, Costiola, Damas noir du Puy de Dôme, Damaszener blau, Di Santi, Entourneirein, Entournerein, Entournerin, Ermitage, Fresa grossa, Hermitage, Hignin noir, Marsanne noire, Marzane noire, Neiret di Saluzzo, Neiretta Cuneese, Neiretta del Cuneese-Fassanese, Neiretta del Monregalese, Neiretta del rosso, Neiretta dell'Albese, Neiretta di Saluzzo, Neiretto del Cuneese, Neiretto di Bene, Neiretto di Carrú, Neiretto di Costigliole, Neiretto di Farigliano, Neiretto di Saluzzo, Nereta piccola di monte Galese, Neretta Cuneese, Neretta del Cuneese-Fassanese, Neretta del Monregalese, Neretta di Costigliole, Neretta di Saluzzo, Neretta piccola, Neretta piccola di Dogliani, Neretto del Beinale, Neretto di Dogliani, Neretto di Saluzzo, Petite Sirah, Petite Sirrah, Petite Syrah, Petite Syras, Plan de la Biaune, Plant de Biaune, Plant de la Bianne, Plant de la Biaune, Schiras, Schiraz, Seraene, Sereine, Serene, Serenne, Serine, Serine noir, Serinne, Sevene, Shesh i zi. Shiras, Shiraz, Shyrac, Sirac, Sirah, Sirah marsanne noir, Syra, Syrac, Syrac de l'Ermitage.